# Adunați
Adunați est une commune roumaine du județ de Prahova, dans la région historique de Valachie et dans la région de développement du Sud.

## Géographie
La commune d'Adunați est située dans l'ouest du județ, à la limite avec le județ de Dâmbovița, dans les collines du piémont des Carpates, dans la vallée de la Prahova, à 8 km à l'ouest de Breaza, à 18 km au nord-ouest de Câmpina et à 54 km au nord-ouest de Ploiești, le chef-lieu du județ.
La commune est composée des trois villages suivants (population en 1992) :
- Adunați (771), siège de la commune ;
- Ocina de Jos (458) ;
- Ocina de Sus (1 268).

## Politique
| Parti | Parti                                      | Sièges |
| ----- | ------------------------------------------ | ------ |
|       | Parti social-démocrate (PSD)               | 6      |
|       | Parti national libéral (PNL)               | 3      |
|       | Alliance des libéraux et démocrates (ALDE) | 1      |
|       | Parti Mouvement populaire (PMP)            | 1      |

## Religions
En 2002, la composition religieuse de la commune était la suivante :
- Chrétiens orthodoxes, 99,95 %.

## Démographie
En 2002, la commune comptait 2 277 Roumains (99,95 %).
| 1992  | 2002  | 2007  |
| ----- | ----- | ----- |
| 2 497 | 2 278 | 2 190 |

## Économie
L'économie de la commune repose sur l'agriculture et l'élevage.

## Communications

### Routes
La route régionale DJ710 se dirige à l'est vers Breaza et à l'ouest vers Bezdead et le județ de Dâmbovița tandis que la DJ100E mène vers le sud à Provița de Sus et Câmpina.